# Copa Constitució 2012
Der Copa Constitució 2012 war die 20. Auflage des andorranischen Fußballpokals. Alle Mannschaften der Primera und der Segona Divisió waren antrittsberechtigt. Der Bewerb wurde zwischen dem 15. Januar 2012 und dem 27. Mai 2012 ausgetragen. Der Sieger qualifizierte sich für die 1. Qualifikationsrunde zur UEFA Europa League 2012/13.
Rekordsieger FC Santa Coloma konnte den neunten Titel gewinnen.

## Turnierverlauf

### Vorrunde
In der Vorrunde spielten die vier zur Saisonhälfte schlechtestplatzierten Mannschaften der Segona Divisió gegeneinander. Spieltermin war der 15. Januar 2012.
|               | Ergebnis |                           |
| ------------- | -------- | ------------------------- |
| FS La Massana | 3:1      | Atlètic Club d’Escaldes   |
| Principat B   | 4:2      | Penya Encarnada d’Andorra |

### 1. Runde
In der ersten Runde traten die restlichen Mannschaften der Segona Divisió in den Bewerb ein. Gespielt wurde am 22. Januar 2012.
|                   | Ergebnis |                          |
| ----------------- | -------- | ------------------------ |
| FS La Massana     | 1:3      | UE Santa Coloma B        |
| Principat B       | 6:4      | FC Encamp                |
| FC Santa Coloma B | 3:1      | Casa Estrella de Benfica |
| UE Extremenya     | 2:0      | FC Lusitanos B           |

### Achtelfinale
Die nach zehn Runden der Primera Divisió auf den Plätzen fünf bis acht platzierten Mannschaften traten im Achtelfinale in den Bewerb ein. Es spielte jeweils ein Team der Primera Divisió gegen eines der Segona Divisió. Gespielt wurde am 29. Januar 2012.
|                   | Ergebnis |                       |
| ----------------- | -------- | --------------------- |
| UE Santa Coloma B | 2:1      | UE Engordany          |
| Principat B       | 0:3      | Inter Club d’Escaldes |
| FC Santa Coloma B | 0:7      | CE Principat          |
| UE Extremenya     | 1:4      | FC Rànger’s           |

### Viertelfinale
In dieser Runde traten auch die restlichen Mannschaften der Primera Divisió in den Pokalbewerb ein. Die Auslosung erfolgte so, dass keine zwei der neu eingetretenen Teams gegeneinander antraten. Die Hinspiele fanden am 5. und 12. Februar statt, die Rückspiele am 19. Februar 2012.
|                       | Gesamt |                 | Hinspiel | Rückspiel |
| --------------------- | ------ | --------------- | -------- | --------- |
| UE Santa Coloma B     | 02:12  | UE Santa Coloma | 2:6      | 0:6       |
| Inter Club d’Escaldes | 0:7    | FC Lusitanos    | 0:1      | 0:6       |
| CE Principat          | 1:9    | UE Sant Julià   | 0:3      | 1:6       |
| FC Rànger’s           | 00:17  | FC Santa Coloma | 0:7      | 00:10     |

### Halbfinale
Die Hinspiele fanden am 6. Mai, und die Rückspiele am 13. Mai 2012 statt.
|                 | Gesamt |                 | Hinspiel | Rückspiel |
| --------------- | ------ | --------------- | -------- | --------- |
| UE Santa Coloma | 2:3    | FC Lusitanos    | 1:1      | 1:2 n. V. |
| UE Sant Julià   | 0:5    | FC Santa Coloma | 0:3      | 0:2       |

### Finale
| Paarung        | FC Lusitanos – FC Santa Coloma                 |
| Ergebnis       | 0:1                                            |
| Datum          | 27. Mai 2012                                   |
| Stadion        | Camp d’Esports d’Aixovall, Sant Julià de Lòria |
| Schiedsrichter | Ignasi Villamayor                              |
| Tore           | 0:1 Luís Filipe (42., Eigentor)                |